# آپچیو
آپچیو (به ایتالیایی: Apecchio) یک کومونه در ایتالیا است که در استان پزارو و اوربینو واقع شده‌است.

## خصوصیات
آپچیو ۱۰۳٫۰ کیلومترمربع مساحت و ۲٬۰۸۲ نفر جمعیت دارد.